# Cordillera del Antilíbano
La cordillera del Antilíbano (en árabe,جبال لبنان الشرقية Jabal Lubnan ash-Sharqi) es un sistema montañoso que se encuentra en Oriente Próximo, repartido principalmente entre los países de Siria y Líbano, constituyendo en parte la frontera natural entre éstos y cuyas estribaciones en el sur alcanzan Palestina. Tiene aproximadamente 150 kilómetros de longitud. Al norte, se extiende hasta casi la latitud de la ciudad siria de Homs.

## Descripción

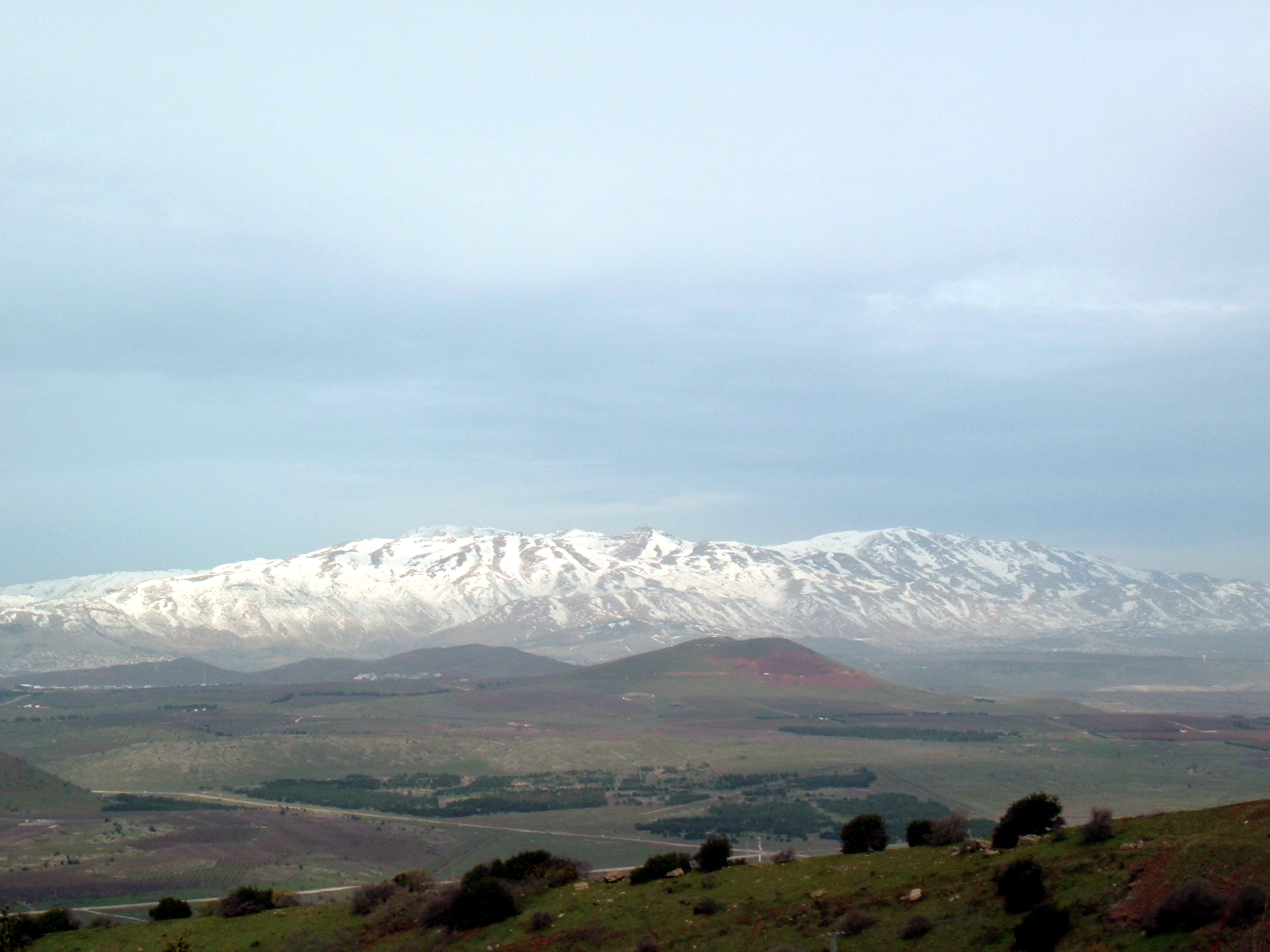
El monte Hermón, visto desde el monte Bental.

Discurre de norte a sur, paralela a la franja costera del Mediterráneo oriental y a la cordillera del Líbano, de la que está separada por el río al-Biqa'. El pico más elevado es el monte Hermón, con 2814 m s. n. m. (metros sobre el nivel del mar), situado en la frontera entre Israel, Siria y el Líbano. Este, junto al Ta'la't Musa, de 2669 m s. n. m., están cubiertos de nieve durante gran parte del año.
Por lo general, la altura media de la cordillera es superior en el área del norte, disminuyendo según se dirige hacia el sur, donde finalmente converge con los altos del Golán, región actualmente controlada por Israel, reclamada en su mayor parte por Siria y en una área pequeña (Granjas de Shebaa) por el Líbano. Tras la vertiente ponentina del Antilíbano se encuentran valles que lo separan del Monte Líbano en el centro del Líbano: el valle de la Becá en el norte y el valle del río Hasbani en el sur. En la vertiente levantina, en Siria, se encuentra la meseta Oriental, ubicación de la ciudad de Damasco. Una importante ruta de comercio entre el Líbano y Siria pasa por las montañas, a través del paso de Homs.

## Recursos naturales

Mapa topográfico en el que se observan las cordilleras del Líbano (al oeste) y el Antilíbano (al oriente). Esta está dividida entre el Líbano y Siria.

El área es conocida por sus albaricoqueros y cerezos, así como por sus canteras de piedra.
Hay varias especies de flora endémicas encontradas y nombradas por esta región cordillerana (que tienen un epíteto específico latino), entre las que se incluyen Euphorbia antilibanotica, Teucrium antilibanoticum, Valerianella antilibanotica, e Iris antilibanotica.